# Jeremy Kennedy
Jeremy Michael Fitz-Kennedy (ur. 16 września 1992 w Surrey) – kanadyjski zawodnik mieszanych sztuk walki (MMA). Aktualnie walczy dla amerykańskiej organizacji PFL. Były zawodnik takich organizacji jak: Bellator MMA, Brave CF oraz UFC.

## Życiorys
Kennedy urodził się i wychował w Surrey, w Kanadzie. Zaczął trenować boks i brazylijskie jiu-jitsu w wieku 13 lat. Ukończył szkołę średnią Fleetwood Park.

## Osiągnięcia

### Mieszane sztuki walki
- Battlefield Fight League
  - 2015: Mistrz BFL w wadze piórkowej

## Lista zawodowych walk w MMA
| Wynik     | Bilans   | Przeciwnik (bilans przed walką) | Rozstrzygnięcie                                               | Runda | Czas | Rozgrywki                                       | Data       | Miejsce        | Uwagi |
| --------- | -------- | ------------------------------- | ------------------------------------------------------------- | ----- | ---- | ----------------------------------------------- | ---------- | -------------- | --- |
| Przegrana | 19-7 (1) | Ádám Borics (19-3)              | Decyzja (większościowa)                                       | 3     | 5:00 | PFL 2025 World Tournament 5: 2025 Semifinals    | 12.06.2025 | Nashville      | Pojedynek rezerwowy turnieju PFL 2025 w wadze piórkowej. |
| Przegrana | 19-6 (1) | Mowlid Chajbułajew (21-0-1)     | Decyzja (niejednogłośna)                                      | 3     | 5:00 | PFL 2025 World Tournament: First Round 1        | 03.04.2025 | Orlando        | Ćwierćfinał turnieju PFL 2025 w wadze piórkowej. |
| Przegrana | 19-5 (1) | Gabriel Alves Braga (14-2)      | Decyzja (jednogłośna)                                         | 3     | 5:00 | PFL 10: 2024 PFL World Championship             | 29.11.2024 | Rijad          | |
| Przegrana | 19-4 (1) | Patrício Freire (35-7)          | TKO (kolana i ciosy pięściami)                                | 3     | 4:07 | Bellator Champions Series 1: Anderson vs. Moore | 22.03.2024 | Belfast        | Pojedynek o pas mistrzowski Bellator MMA w wadze piórkowej. Co-Main Event |
| Wygrana   | 19-3 (1) | Pedro Carvalho (13-6)           | Decyzja (jednogłośna)                                         | 3     | 5:00 | Bellator 291: Amosov vs. Storley                | 25.02.2023 | Dublin         | |
| Wygrana   | 18-3 (1) | Aaron Pico (10-3)               | TKO (niezdolność do kontynuowania walki - kontuzja barku)     | 1     | 5:00 | Bellator 286                                    | 01.10.2022 | Long Beach     | |
| Wygrana   | 17-3 (1) | Emmanuel Sanchez (20-6)         | Decyzja (jednogłośna)                                         | 3     | 5:00 | Bellator 272                                    | 03.12.2021 | Uncasville     | |
| Przegrana | 16-3 (1) | Ádám Borics (16-1)              | Decyzja (jednogłośna)                                         | 3     | 5:00 | Bellator 256                                    | 09.04.2021 | Uncasville     | |
| Wygrana   | 16-2 (1) | Matt Bessette (24-9)            | Decyzja (jednogłośna)                                         | 3     | 5:00 | Bellator 253                                    | 19.11.2020 | Uncasville     | Debiut w Bellator MMA. |
| Nieodbyta | 15-2 (1) | Daniel Pineda (26-13. 1 NC)     | No Contest                                                    | 1     | 4:00 | PFL 2019 #8: Playoffs                           | 17.10.2019 | Las Vegas      | Półfinał turnieju PFL 2019 - turniej w wadze piórkowej. Pierwotnie zwycięstwo Pinedy przez poddanie (duszenie gilotynowe) w 1 rundzie. Werdykt został zmieniony na nieodbyty po pozytywnym wyniku testu na obecność zakazanej substancji u Kennedy'ego. |
| Wygrana   | 15-2     | Luis Rafael Laurentino (34-2)   | TKO (ciosy pięściami w parterze)                              | 2     | 1:42 | PFL 2019 #8: Playoffs                           | 17.10.2019 | Las Vegas      | Ćwierćfinał turnieju PFL 2019 - turniej w wadze piórkowej. |
| Wygrana   | 14-2     | Steven Siler (32-18-1)          | Decyzja (jednogłośna)                                         | 3     | 5:00 | PFL 2019 #5: Regular Season                     | 25.07.2019 | Atlantic City  | Playoffy sezonu zasadniczego PFL 2019 - turniej w wadze piórkowej. |
| Przegrana | 13-2     | Luis Rafael Laurentino (33-1)   | TKO (wysokie kopnięcie na głowę i ciosy pięściami w parterze) | 1     | 0:23 | PFL 2019 #2: Regular Season                     | 23.05.2019 | Uniondale      | Playoffy sezonu zasadniczego PFL 2019 - turniej w wadze piórkowej. Debiut w PFL. |
| Wygrana   | 13-1     | Marat Magomiedow (10-1-1)       | TKO (ciosy pięściami)                                         | 3     | 1:08 | Brave CF 21                                     | 28.12.2018 | Dżudda         | |
| Wygrana   | 12-1     | Danyel Pilo (10-1-2)            | KO (łokcie)                                                   | 1     | 2:02 | Brave CF 14                                     | 18.08.2018 | Tanger         | Debiut w Brave CF. |
| Przegrana | 11-1     | Alexander Volkanovski (16-1)    | TKO (ciosy pięściami w parterze i łokcie)                     | 2     | 4:57 | UFC 221                                         | 11.02.2018 | Perth          | |
| Wygrana   | 11-0     | Kyle Bochniak (7-1)             | Decyzja (jednogłośna)                                         | 3     | 5:00 | UFC on Fox: Weidman vs. Gastelum                | 22.07.2017 | Uniondale      | |
| Wygrana   | 10-0     | Rony Jason (14-6)               | Decyzja (jednogłośna)                                         | 3     | 5:00 | UFC Fight Night: Belfort vs. Gastelum           | 11.03.2017 | Fortaleza      | |
| Wygrana   | 9-0      | Alessandro Ricci (10-3)         | Decyzja (jednogłośna)                                         | 3     | 5:00 | UFC on Fox: Maia vs. Condit                     | 27.08.2016 | Vancouver      | Debiut w UFC. Pojedynek w wadze lekkiej. |
| Wygrana   | 8-0      | Drew Brokenshire (12-4)         | Decyzja (jednogłośna)                                         | 3     | 5:00 | Battlefield Fight League 43: Broken Bones       | 07.03.2016 | Coquitlam      | |
| Wygrana   | 7-0      | Mario Pereira (4-0)             | Decyzja (jednogłośna)                                         | 5     | 5:00 | Battlefield Fight League 34: Undefeated         | 24.01.2015 | Richmond       | Zdobył pas mistrzowski Battlefield Fight League w wadze piórkowej. |
| Wygrana   | 6-0      | Andre Da Silva (1-0)            | Poddanie (duszenie zza pleców)                                | 2     | 3:15 | Battlefield Fight League 32                     | 23.08.2014 | Richmond       | Debiut w wadze piórkowej. |
| Wygrana   | 5-0      | Matthew Middleton (0-0)         | Poddanie (peruwiański krawat)                                 | 1     | 2:35 | CMFC: Chiang Mai Fighting Championship 4        | 26.07.2014 | Chiang Mai     | |
| Wygrana   | 4-0      | Viktor Larsson (1-0)            | TKO (ciosy pięściami)                                         | 2     | N/A  | SMMAF: Songkran MMA Festival                    | 12.04.2014 | Hua Hin        | Debiut w kategorii lekkiej. |
| Wygrana   | 3-0      | Natthapol Thanaruethai (0-2)    | KO (ciosy pięściami)                                          | 1     | 3:58 | CMFC: Chiang Mai Fighting Championship 2        | 07.03.2014 | Chiang Mai     | |
| Wygrana   | 2-0      | Blake Shearing (0-1)            | TKO (przerwanie przez lekarza)                                | 2     | 2:11 | Fivestar FL 10                                  | 08.11.2013 | Grande Prairie | Limit umowny -68 kg. |
| Wygrana   | 1-0      | Dan Lin (3-2)                   | Decyzja (jednogłośna)                                         | 3     | 5:00 | Battlefield Fight League 24                     | 08.06.2013 | Penticton      | Debiut w wadze koguciej. |